# Alfred Eder
Alfred Eder (* 28. Dezember 1953 in Piesendorf) ist ein österreichischer Biathlontrainer und früherer Biathlet. Als aktiver Sportler hatte Eder eine knapp 20-jährige Karriere. Er nahm an sechs Olympischen Winterspielen teil und gehört damit zu den Rekordteilnehmern an Winterspielen. Mit zwei Bronzemedaillen bei Weltmeisterschaften ist Eder der erfolgreichste Biathlet Österreichs seiner aktiven Zeit.

## Leben und Karriere
Alfred Eder startete für den Heeressportverein Saalfelden. Der Sportsoldat begann Mitte der 1970er Jahre mit dem Biathlonsport und trat schon 1976 in Antholz erstmals bei Biathlon-Weltmeisterschaften an und wurde 29. des Sprints. Eine Woche später startete er beim Einzel der Olympischen Winterspiele 1976 in Innsbruck und wurde 21. sowie mit Franz-Josef Weber, Klaus Farbmacher und Josef Hones 15. des Staffelrennens. Bei den Biathlon-Weltmeisterschaften 1977 in Vingrom kamen die Ränge 41 im Einzel und 35 im Sprint hinzu. 1978 wurde er in Hochfilzen 13. des Einzels, Elfter des Sprints und mit Josef Koll, Siegfried Dockner und Franz-Josef Weber Staffel-Fünfter. Auch 1979 erreichte Eder in Ruhpolding mit Platz zehn im Einzel, acht im Sprint und sechs mit der Staffel gute Ergebnisse. 1980 nahm er zum zweiten Mal an Olympischen Spielen teil, wo er 24. des Einzels, 23. des Sprints und mit Rudolf Horn, Weber und Koll Achter im Staffelrennen wurde.
In Lahti erreichte Eder bei der 1981 mit Rang 19 im Einzel, 14 im Sprint und zehn mit der Staffel erneut Top-20-Resultate. Nachdem der Österreicher 1982 in Minsk einzig im Einzel startete und 22. wurde, nahm er im Jahr darauf an besonders erfolgreichen Weltmeisterschaften teil. In Antholz wurde er 12. des Einzels, Siebter mit der Staffel und er gewann hinter Eirik Kvalfoss und Peter Angerer im Sprintrennen mit Bronze die erste österreichische Biathlonmedaille der Weltmeisterschaftsgeschichte. Nicht so erfolgreich verliefen die Olympischen Winterspiele 1984 in Sarajevo. Eder wurde 34. des Einzels, 22. des Sprints und mit Horn, Walter Hörl und Franz Schuler wie schon vier Jahre zuvor als Startläufer eingesetzt Achter im Staffelwettkampf. Erfolgreichste Saison im Biathlon-Weltcup wurde die Saison 1984/85. So gewann er in Antholz einen Sprint und wurde Zweiter des Einzels. In der Gesamtwertung der Saison wurde Eder Vierter. Bei den Weltmeisterschaften 1985 in Ruhpolding verpasste Eder als Viertplatzierter des Sprints gegen Johann Passler den erneuten Gewinn einer Medaille. Zudem wurde er 21. des Einzels und Zehnter im Staffelrennen. Eine zweite Bronzemedaille gewann er 1986 in Oslo hinter Waleri Medwedzew und André Sehmisch im Einzel und lief im Sprint auf den Zehnten sowie im Staffelrennen auf den siebten Platz. In Lake Placid kamen 1987 zwei 29. Ränge in Einzel und Sprint hinzu.
Bei seinen vierten Olympischen Winterspiele 1988 in Calgary verpasste Eder mit Anton Lengauer-Stockner, Bruno Hofstätter und Schuler als Schlussläufer im Staffelrennen auf Rang vier um knapp 26 Sekunden eine Medaille, verwies dabei aber die mitfavorisierten Staffeln der DDR und Norwegens auf die folgenden Ränge. Im Einzel wurde er zudem 26., im Sprint 40. Bei den Weltmeisterschaften 1989 in Feistritz an der Drau erreichte er, mittlerweile 35-jährig, letztmals mit Platz neun im Einzel eine Top-Ten-Platzierung und wurde 20. des Sprints und Siebter mit der Mannschaft. Nach mittleren Resultaten bei den nächsten Weltmeisterschaften nahm er in Albertville an seinen fünften Olympischen Spielen teil und wurde 30. des Einzels und 53. des Sprints. Zwei Jahre später nahm Eder in Lillehammer letztmals und zum sechsten Mal an Olympischen Spielen teil. Der 40-Jährige war ältester Österreicher bei den Spielen. In seinem einzigen Rennen, dem Einzel, erreichte er mit Platz zehn noch einmal eine sehr gute Platzierung. Letzte internationale Meisterschaft wurden die Biathlon-Weltmeisterschaften 1995 in Canmore, wo erneut das Einzel der einzige Einsatz blieb. Eder wurde 50. Nach der Saison beendete der Österreicher seine Karriere.
National gewann Eder 1983, 1985, 1987, 1988 und 1992 die Titel im Einzel, 1984, 1987, 1989 und 1990 im Sprint. Weitere Medaillen gewann er in Einzel, Sprint und dem Staffelwettbewerb. Nach seiner Karriere wurde Eder Trainer, wo er unter anderem als Vereinstrainer beim HSV Saalfelden Tobias und Julian Eberhard trainierte. Seit den 2000er Jahren war er auch Nationaltrainer Österreichs und damit am Aufschwung der österreichischen Biathleten stark beteiligt. Zu den erfolgreichen Athleten der Zeit gehört auch sein Sohn Simon Eder.
Ab 2014 sollte Eder Trainer der belarussischen Damenmannschaft werden und damit die Nachfolge von Klaus Siebert antreten, der zum Ende der Saison 2013/14 seine Zusammenarbeit mit dem belarussischen Verband aus gesundheitlichen Gründen beendete. Im April 2014 wurde vorübergehend der Belarusse Fjodar Swobada, der seit 2011 als Assistenztrainer mit Siebert gearbeitet hatte, für diesen Posten benannt. Im September 2014 wurde Eder Cheftrainer für die Saison 2014/15. Eder kehrte wieder in den Stützpunkt Hochfilzen zurück, um sich mehr um seinen Sohn Simon zu kümmern; ebenso war die Biathlon-WM 2017 in seiner Heimat Hochfilzen ein Grund.
Eder ist Botschafter des Vereins Athletes for Ukraine.

## Resultate bei internationalen Meisterschaften
| Veranstaltung                     | Einzel | Sprint | Staffel | Team |
| --------------------------------- | ------ | ------ | ------- | ---- |
| WM 1976 in Antholz                |        | 29     |         |      |
| OS 1976 in Innsbruck              | 21     |        | 15      |      |
| WM 1977 in Vingrom                | 41     | 35     |         |      |
| WM 1978 in Hochfilzen             | 13     | 11     | 05      |      |
| WM 1979 in Ruhpolding             | 10     | 08     | 06      |      |
| OS 1980 in Lake Placid            | 24     | 23     | 06      |      |
| WM 1981 in Lahti                  | 19     | 14     | 10      |      |
| WM 1982 in Minsk                  | 22     |        |         |      |
| WM 1983 in Antholz                | 12     | 03     | 07      |      |
| OS 1984 in Sarajevo               | 34     | 22     | 08      |      |
| WM 1985 in Ruhpolding             | 21     | 04     | 10      |      |
| WM 1986 in Oslo                   | 03     | 10     | 07      |      |
| WM 1987 in Lake Placid            | 29     | 29     |         |      |
| OS 1988 in Calgary                | 26     | 40     | 04      |      |
| WM 1989 in Feistritz              | 09     | 20     |         | 07   |
| WM 1990 in Minsk/Oslo/Kontiolahti | 27     | 12     | 07      | 05   |
| WM 1991 in Lahti                  | 26     | 18     | 12      | 09   |
| OS 1992 in Albertville            | 30     | 53     |         |      |
| WM 1992 in Nowosibirsk            |        |        |         |      |
| WM 1993 in Borowetz               | 30     |        |         |      |
| OS 1994 in Lillehammer            | 10     |        |         |      |
| WM 1995 in Canmore                | 50     |        |         |      |

## Weltcup-Platzierungen
Die Tabelle zeigt alle Platzierungen (je nach Austragungsjahr einschließlich Olympische Spiele und Weltmeisterschaften).
- 1.–3. Platz: Anzahl der Podiumsplatzierungen
- Top 10: Anzahl der Platzierungen unter den ersten zehn (einschließlich Podium)
- Punkteränge: Anzahl der Platzierungen innerhalb der Punkteränge (einschließlich Podium und Top 10)
- Starts: Anzahl gelaufener Rennen in der jeweiligen Disziplin
- Staffel: inklusive Mixed-Staffel

| Platzierung                                                              | Einzel | Sprint | Verfolgung | Massenstart | Team | Staffel | Gesamt |
| ------------------------------------------------------------------------ | ------ | ------ | ---------- | ----------- | ---- | ------- | ------ |
| 1. Platz                                                                 |        | 1      |            |             |      |         | 1      |
| 2. Platz                                                                 | 1      | 1      |            |             |      |         | 2      |
| 3. Platz                                                                 | 5      | 3      |            |             |      |         | 8      |
| Top 10                                                                   | 15     | 17     |            |             | 3    | 10      | 45     |
| Punkteränge                                                              | 40     | 35     |            |             | 3    | 13      | 91     |
| Starts                                                                   | 61     | 55     |            |             | 3    | 13      | 132    |
| Stand: Karriereende, einschließlich WM und Olympia, Daten nicht komplett |        |        |            |             |      |         |        |